# Ladislaus Boguslawski
Ladislaus Edler von Ligenza-Leitgeb bzw. Ligenza-Korab Boguslawski (* 24. Mai 1847 in Czernowitz; † 26. November 1896 in Wien) war ein österreichischer Architekt.
Ladislaus Boguslawski ist 1873 erstmals in Wien dokumentiert, als er in den Österreichischen Ingenieur- und Architektenverein eintrat. Ab 1875 gehörte er auch dem Niederösterreichischen Gewerbeverein an.
Boguslawski, der in den 1870er und 1880er Jahren vor allem palaisartige Wohnhäuser im Zentrum Wiens errichtete, war einem strengen Historismus verpflichtet. Seine Bauten waren ausnehmend repräsentativ angelegt, was dem Geschmack des großstädtischen Bürgertums entsprach.

## Werke

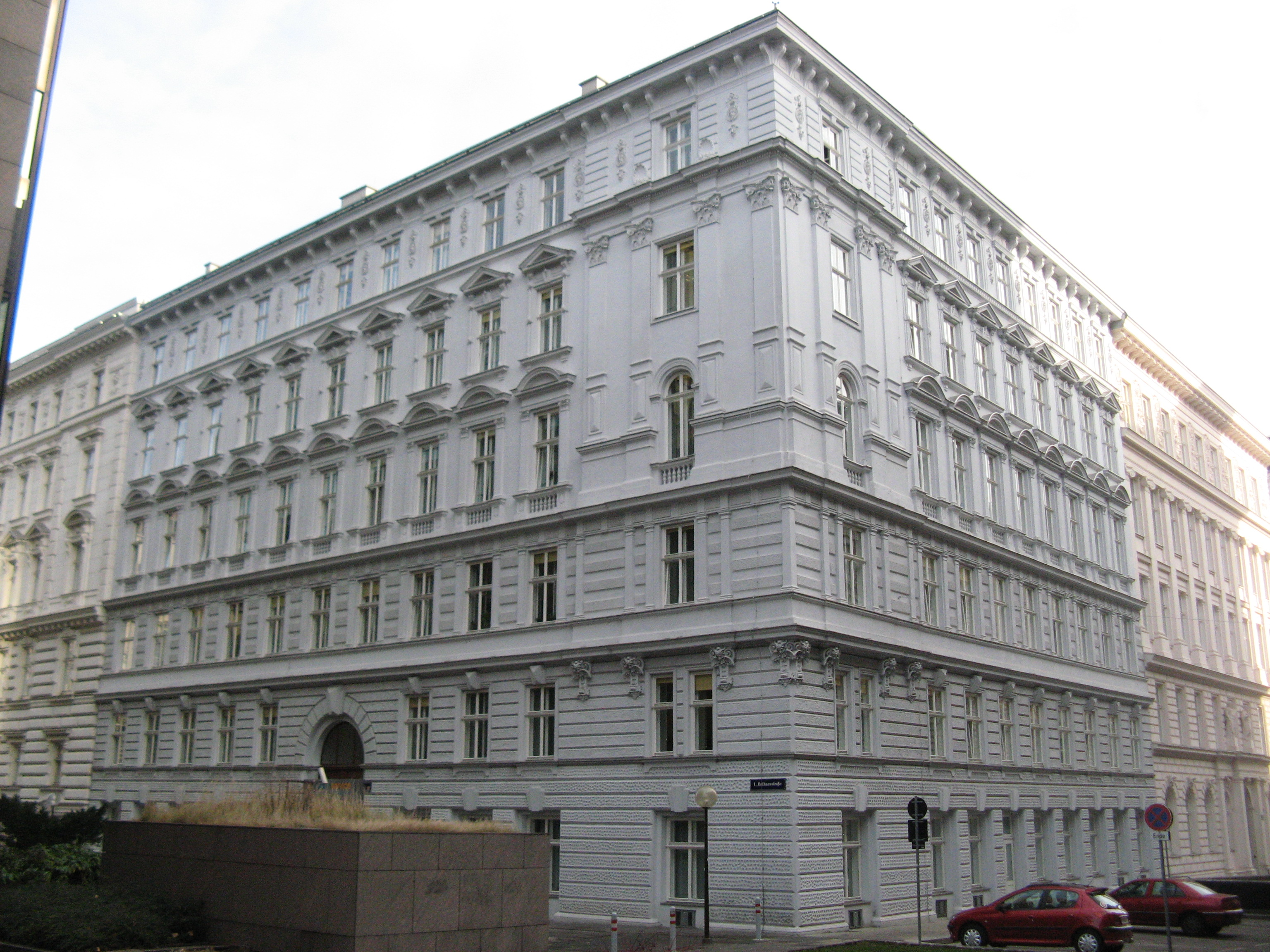
Miethaus (1886–1887), Rathausstraße 4, von Ladislaus Boguslawski

- 1874: Doppelmiethaus, Metternichgasse 5–7, Wien
- 1874–1875: Wohnhaus Nemelka, Berggasse 8, Wien 9
- 1882–1883: Palais Obentraut (Rathausstraße 9), Wien 1
- 1882–1883: Miethaus Rathausstraße 11, Wien 1
- 1884: Wohnhaus Graf-Starhemberg-Gasse 15, Wien 4
- 1885–1886: Wohnhaus Nemelka (Rathausstraße 20), Wien 1
- 1886: Miethaus Metternichgasse 10, Wien 3
- 1886–1887: Wohnhaus Landesgerichtsstraße 12, Wien 1
- 1886–1887: Miethaus Rathausstraße 4, Wien 1